# 바벨 대성당
바벨 대성당(폴란드어: Katedra Wawelska)이라고도 불리는 바벨 언덕의 성 스타니슬라오와 성 벤체슬라오의 왕립 주교좌 대성당(폴란드어: Królewska Bazylika Archikatedralna ŚŚ. Stanisława i Wacława na Wawelu)은 폴란드 크라쿠프의 바벨 언덕에 있는 로마 가톨릭교회 성당이다. 900년 이상의 역사를 자랑하는 폴란드의 국가적 명소로서, 역대 폴란드 군주의 대관식이 거행되었던 장소일 뿐만 아니라 크라쿠프 대교구의 대성당이다. 1978년 교황 요한 바오로 2세로 선출되어 즉위한 카롤 보이티와가 1946년 11월 1일 모든 성인 대축일에 이곳에서 사제 서품을 받았으며, 다음날인 11월 2일 대성당 지하에서 사제 서품 후 첫 미사를 집전하였다. 그리고 1958년 9월에는 크라쿠프 대교구의 보좌 주교로 이곳에서 서임되기도 하였다.
현재 고딕 양식을 띤 대성당의 형태는 세 번째로 지어진 결과이다. 첫 번째로 지어진 대성당은 11세기에 파괴되었으며, 12세기에 두 번째로 지어진 대성당은 1305년 화재가 발생하여 전소되었다. 현재의 대성당은 14세기에 당시 크라쿠프의 주교였던 난키에르의 지시로 세워진 것이다.

## 같이 보기
- 그니에즈노 대성당